# Amsinckia vernicosa
Amsinckia vernicosa är en strävbladig växtart som beskrevs av William Jackson Hooker och Arn. Amsinckia vernicosa ingår i släktet gullörter, och familjen strävbladiga växter. Utöver nominatformen finns också underarten A. v. furcata.